# Serra de Sant Marc (Bassella)
La Serra de Sant Marc és una serra situada entre els municipis de Bassella i de Peramola a la comarca de l'Alt Urgell, amb una elevació màxima de 839 metres. És regat per diversos torrents menors, entre d'altres les rases de la Pastera, la Canal i Campabadal que desguassen al Segre. Antigament s'hi van explotar unes mines de bauxita. L'etapa 19 del sender GR 1 la travessa pel Camí de La Mina i la base de la cinglera del Tossal de Sant Marc.